# La película del balcón
La película del balcón (en polaco, Film balkonowy) es una película documental polaca de 2021 escrito, dirigido y filmado por Pawel Lozinski. La película está compuesta a partir de las conversaciones que el director mantiene con las personas que pasan por la calle debajo de su departamento en Varsovia, cada historia es única y trata sobre la forma en que tratamos de enfrentar la vida como individuos.

## Producción
Powel Łoziński pasó más de dos años (desde antes de la pandemia, en 2018) filmando a muchos hombres y mujeres de todas las edades en Varsovia, Polonia. Casi 2.000 personas pasaron por debajo del balcón durante un rodaje que duró 165 días en 2 años.

## Lanzamiento
Se estrenó el 7 de agosto de 2021 en la Semaine de la critique del Festival de Cine de Locarno. La película se estrenó el 8 de abril de 2022 en los cines polacos, y luego se estrenó en HBO Max el 17 de abril de 2022.

## Reconocimientos
La película fue preseleccionada por el Polski Instytut Sztuki Filmowej de Polonia para representar a Polonia en la categoría de Mejor Película Internacional en la 95.ª edición de los Premios Óscar, pero la película no fue seleccionada.
| Premio / Festival                                  | Categoría                                              | Destinatarios                                   | Resultado | Ref(s) |
| -------------------------------------------------- | ------------------------------------------------------ | ----------------------------------------------- | --------- | ------ |
| Premios Cinema Eye Honors                          | Premio a la elección del público Cinema Eye            | La película del balcón                          | Nominada  | [ 9 ]  |
| Festival Internacional de Cine Documental DokuBaku | Premio iCyborg                                         | La película del balcón                          | Ganadora  | [ 10 ] |
| Festival Internacional de Cine Documental DokuBaku | Premio Human al mejor largometraje documental          | La película del balcón                          | Ganadora  | [ 10 ] |
| Premios del Cine Europeo                           | Documental Europeo                                     | La película del balcón                          | Nominada  | [ 11 ] |
| Festival DOK de Leipzig                            | Premio de cine MDR - Mejor película de Europa del Este | La película del balcón                          | Ganadora  | [ 12 ] |
| Festival DOK de Leipzig                            | Premio del Público - Mejor Documental                  | La película del balcón                          | Nominada  | [ 12 ] |
| Festival Internacional de Cine de Locarno          | Premio Semana de la Crítica                            | La película del balcón                          | Ganadora  | [ 13 ] |
| Documentos del milenio contra la gravedad          | Premio Grand Prix Bank Millenium - Mención especial    | La película del balcón                          | Ganadora  | [ 14 ] |
| Documentos del milenio contra la gravedad          | Premio Studio Cinemas Association - Mención especial   | La película del balcón                          | Ganadora  | [ 14 ] |
| Documentos del milenio contra la gravedad          | Premio a la mejor película polaca                      | La película del balcón                          | Nominada  | [ 14 ] |
| Documentos del milenio contra la gravedad          | Premio Grand Prix Bank Millenium                       | La película del balcón                          | Nominada  | [ 14 ] |
| Premios del Cine Polaco 2022                       | Mejor Documental                                       | La película del balcón                          | Ganadora  | [ 15 ] |
| Premios del Cine Polaco 2022                       | Mejor director                                         | Pawel Lozinski                                  | Nominado  | [ 15 ] |
| Premios del Cine Polaco 2022                       | Mejor edición                                          | Piotr Wójcik, Bartlomiej Piasek, Pawel Lozinski | Nominados | [ 15 ] |